# Westerholt
Westerholt é um município da Alemanha localizado no distrito de Wittmund, estado da Baixa Saxônia.
É membro e sede do Samtgemeinde de Holtriem.